# Denise Dupont
Denise Kanstrup Dupont (Glostrup, 24 de mayo de 1984) es una deportista danesa que compite en curling. Sus hermanos Madeleine y Oliver compiten en el mismo deporte.
Ganó dos medallas en el Campeonato Mundial de Curling, en los años 2007 y 2009, y seis medallas en el Campeonato Europeo de Curling entre los años 2002 y 2022.
Participó en cuatro Juegos Olímpicos de Invierno, entre los años 2006 y 2022, ocupando el octavo lugar en Turín 2006 y el quinto en Vancouver 2010, en la prueba femenina.

## Palmarés internacional
| Campeonato Mundial | Campeonato Mundial                | Campeonato Mundial | Campeonato Mundial |
| Año                | Lugar                             | Medalla            | Prueba             |
| ------------------ | --------------------------------- | ------------------ | ------------------ |
| 2007               | Aomori (Japón)                    | Medalla de plata   | Equipo             |
| 2009               | Gangneung (Corea del Sur)         | Medalla de bronce  | Equipo             |
| Campeonato Europeo |                                   |                    |                    |
| Año                | Lugar                             | Medalla            | Prueba             |
| 2002               | Grindelwald (Suiza)               | Medalla de plata   | Equipo             |
| 2003               | Courmayeur (Italia)               | Medalla de bronce  | Equipo             |
| 2005               | Garmisch-Partenkirchen (Alemania) | Medalla de bronce  | Equipo             |
| 2008               | Örnsköldsvik (Suecia)             | Medalla de bronce  | Equipo             |
| 2009               | Aberdeen (Reino Unido)            | Medalla de bronce  | Equipo             |
| 2022               | Östersund (Suecia)                | Medalla de oro     | Equipo             |